# 杨朝济
杨朝济（1932年—），男，汉族，四川营山人，中华人民共和国政治人物，曾任西藏自治区教育委员会主任，西藏自治区政协副主席。